# Poklon Treh kraljev (Fra Angelico in Filippo Lippi)
Poklon Treh kraljev je tondo ali krožna slika poklona Treh kraljev, za katero se domneva, da je tista, ki je bila omenjena leta 1492 v Palazzo Medici Riccardi v Firencah kot delo mojstra Fra Angelica. Izhaja iz sredine 15. stoletja, zdaj pa je v Narodni galeriji umetnosti v Washingtonu. Večina umetnostnih zgodovinarjev meni, da je Filippo Lippi naslikal več originalnega dela in da so leta pozneje nekaj dodali tudi drugi umetniki, vključno s pomočniki v delavnicah prvotnih mojstrov. Po bivšem lastniku je bila znana kot Washingtonski Tondo in Cookov Tondo in predvsem se to ime še naprej uporablja tudi več kot 50 let po tem, ko je slika zapustila Cookovo zbirko.
Tondo je naslikan s temperami na leseno ploščo, pobarvana površina pa ima premer 137,3 cm. Ameriška Narodna galerija umetnosti jo uvršča v obdobje »okoli 1440/1460«.
Umetnostni zgodovinarji se strinjajo, da je bila slika izdelana v daljšem obdobju, s pomembnimi spremembami v sestavi in s prispevki številnih avtorjev. Čeprav so nekateri kritični do neskladij, ki jih je povzročil tak razvoj,  je bil za Johna Walkerja, drugega direktorja Narodne galerije umetnosti, rezultat
»med največjimi florentinskimi slikami na svetu. To je vrhunec lepote, povzetek celotnega razvoja italijanskih slikarskih šol v prvi polovici petnajstega stoletja. Stoji namreč na križišču umetnosti. Stari slog, veselo, barvito, pravljično slikarstvo srednjega veka, se konča z izbruhom sijaja; svoj dolgi razvoj pa začenja nov slog, znanstven v opazovanju, studiozen v anatomiji in perspektivi, realen v upodobitvi življenja.«

## Opis
Na sliki so trije magi ali 'kralji', ki darujejo dojenčku Jezusu, ki ga drži njegova mati. Sveti Jožef stoji ob njej, za to glavno skupino pa so jaslice, vol in osliček, običajno upodabljanje jaslic. Sestava vsebuje neizogibne sestavine v zelo običajni ureditvi.
Tema je bila tako pogosto kombinirana s Čaščenjem pastirjev, ki jih predstavljajo trije liki v razcapanih oblekah, eden za Jožefom in dva na desni strani hleva. Le prvi med njimi gleda Jezusa in Marijo pod poševnim kotom. Od preostalih dveh klečeči kaže v smeri jaslic, precej za svetimi figurami. Jaslice so postavljene zunaj hleva, vol in osel pa sta tudi na prostem. Notranjost hleva zasedajo domnevno konji kraljev in njihovih konjušnikov, ki odstranjujejo opremo in v enem primeru preverjajo podkve.
Za kralji na levi prihaja velika povorka njihovih spremljevalcev, ki gredo skozi lok, ki je del velike porušene strukture. Desno od glavne skupine poteka po strmem pobočju obzidje, pred obzidjem pa vodi cesta oziroma pot. Po tej prihaja še ena velika skupina, verjetno več spremstva kraljev, ki jahajo na kamelah in konjih. Številni meščani prihajajo skozi vrata v obzidju in gledajo in kažejo, v enem primeru kleče v molitvi, vendar vsi gledajo v drugo smer od končne lokacije glavnih oseb. Na vrhu hriba velika, a nejasno poslikana skupina tvori množico, ki se bo morda usmerila po ozki poti.
Na vrhu hleva sedi velik pav, ki gleda čez ramo. Na njegovi desni strani sta še dve ptici, ki sta bili prepoznani kot jastreb, ki je ujel fazana. Čeprav so videti, kot da so tudi ti na strehi, bi si jih morali predstavljati kot v letu v zraku pred njo. To deloma pojasnjuje njihovo neskladje v obsegu z dvema pastirjema pod njimi, čeprav morda ne povsem.
Sliko zaznamuje več tovrstnih neskladij, do stopnje, ki je v delu tega datuma nekoliko presenetljiva in verjetno večinoma pojasnjena s prostorsko zapletenostjo kompozicije in številom sprememb, ko se je razvijala. Pavove noge jasno držijo konec grede s hleva, toda ptica je v primerjavi s figurami in živalmi pod seboj v sredini precej prevelika. Druga najočitnejša odstopanja v obsegu so okrog loka na levi, med velikostjo figur procesije, ki prihaja skozi lok in mestnimi konji domačinov ter konji na desni strani loka. Koga naj bi skoraj goli mladeniči, ki stojijo na ruševinah, predstavljali, je umetnostne zgodovinarje zmedlo,, vendar se zdi, da je njihova kompozicijska funkcija očitno nakazovanje večjega obsega stavbe, kot bi to storila procesija skozi obok. Predstavljajo tudi »zgodnji znak tiste preokupacije s človeško anatomijo, ki je obsedla italijanske umetnike, dokler ni dosegla vrhunca z Michelangelom«.

## Faze slikanja
Slika, kot je zdaj videti, naj bi se razvijala v več fazah. Pri običajni rekonstrukciji, ki jo je prvi podal Bernard Berenson , je sliko začel Fra Angelico in njegova delavnica, verjetno v 1440-ih. Roka Fra Angelica samega je zaznana v obrazu Device Marije, vendar se zdi, da so drugi deli slike pomočnikov. Majhne figure na strmi poti na desni strani slike se slogovno prilegajo njegovi delavnici in poudarjeno je bilo, da se smer, s katero so obrnjene in v kateri točki, ni dobro povezana s kompozicijo, kakršna je danes. Enako lahko rečemo tudi za številne manjše figure na levi strani dela. Angelicova delavnica je bila zelo zaposlena, njegovo kariero pa so mučili številni spori zaradi neizpolnjenih naročil. Zdi se, da je napredek pri tondu zastal. Zdi se, da je nekoč, morda po Angelicovi smrti leta 1455, nedokončano delo prešlo v delavnico Filippa Lippija, drugega glavnega florentinskega slikarja tega obdobja. Tako Angelico kot Lippi sta delala pri drugih naročilih za družino Medici, takrat na vrhuncu bogastva in moči.
Celoten hlev je opisan kot »neprijeten poznejši dodatek«, ki je morda zavzemal prostor, ki je bil nekoč namenjen glavnim osebam, pav in druge ptice na strehi hleva so naslikani na končnih območjih, namesto  območjih »rezerviranih«, in ne kot bi bilo, če bi bili načrtovani od začetka. Zdi se, da prihajajo iz še poznejše faze slikanja in so bile povezane z emblemi, ki sta jih prejela sinova Cosima de' Medicija, Piero (1416–1469) in Giovanni (1421–1463). Prvi je uporabljal sokola, ki je držal prstan z geslom SEMPER (v latinščini 'vedno' ali 'za vedno'), drugi pa pava z geslom REGARDE-MOI ('Pazi me' v francoščini). Skupaj s psom na travi na dnu slike jih je morda dodal Benozzo Gozzoli približno takrat, ko je delal na znamenitem fresko ciklusu kapele Treh kraljev v palači Medici v letih 1459–61. Gozzoli je bil nekdanji član delavnice Fra Angelica in je takrat vodil svoj atelje. Freske v kapeli se prav tako osredotočajo na dodelane povorke Treh kraljev in vključujejo več ptic in perjadi, od katerih je eden jastreb, drugi pav v zelo podobni pozi kot ta v tondu.

## Zgodovina
Slika je bila na splošno identificirana s tisto, zabeleženo v popisu vsebine Medičejske palače, ki je bila narejena leta 1492 po smrti Lorenza Veličastnega, do takrat pa je bila slika stara več desetletij. Bila je v eni od pritličnih 'velikih sob', v kateri so bile tudi tri velike slike bitke pri San Romanu, ki so najbolj znana dela Paola Uccella in so zdaj razdeljene med London, Pariz in Firence. Dobila je večjo vrednost od teh ali katere koli druge slike v palači:
Velik tondo s pozlačenim okvirjem, ki upodablja našo Gospo in našega Gospoda in Tri kralje, ki pridejo darovat iz roke fra'Giovannija: f. 100.
Vsaj od poznega 16. stoletja je pripadala florentinski družini Guicciardini, vendar je bila julija 1810 prodana chevalierju François-Honoréju Duboisu, šefu policije v Firencah med napoleonsko zasedbo, kot jo je opisal Botticelli. Ponovno so jo prodali v London leta 1826, nato pa je ostala v Angliji do druge svetovne vojne, prehajal je skozi številne zbirke in jo pripisovali številnim umetnikom: Fra Angelico leta 1826, Filippo Lippi leta 1849, Filippino Lippi leta 1874. Končalo se je v pomembni zbirki sira Francisa Cooka in kasnejšega Cooka baroneta v Doughty House, Richmond, Surrey. Leta 1941 je bila to ena od 25 slik iz Cookove zbirke, poslanih v ZDA na varno med vojno. Vrnil naj bi se leta 1947, vendar je bil prodana tik pred plovbo. Kupila jo je fundacija Samuela H. Kressa v New Yorku (pripisuje jo Filippu Lippiju), leta 1952 pa jo je podarila Narodni galeriji umetnost.

## Ikonografija in kontekst
Visokokakovosten florentinski tondo s Tremi kralji naj bi izviral iz naročila Medičejcev tudi brez dokazil o inventarju, saj se je družina zelo zanimala tako za temo kot za obliko. Trije kralji so bili ključna pobožnost Medičejcev že desetletja, očitno se je začelo s papeštvom protipapeža Janeza XXIII. (1410–1415), ko so postali glavni bankirji papeštva ali vsaj tistih delov, ki jih je Janez nadzoroval. Medičejci so pripadali Compagnia de' Magi, florentinski bratovščini s sedežem v kompleksu San Marco tik ob Medičejski palači, ki jo je Cosimo de' Medici obnovil nekaj let preden je bil poslikan tondo. Bratovščina je organizirala vsakoletno procesijo na praznik Epifanije, ki je potekala pred Medičejsko palačo. Šlo je za kostumirano uprizoritev njihovega prihoda k jaslicam z glavnimi deli vodilnih članov, vključno z Medičejci in njihovimi partnerji. Trije kralji so veljali za svetnike, zato imajo v tondu precej nenavadne svetniške sije iz zlatih pik, za razliko od tistih Svete družine. Njihova kombinacija svetništva s posedovanjem in dajanjem luksuznih dobrin je bila morda dejavnik njihove privlačnosti za Medičejce.
Oblika tonda za velike slike je morda že sama po sebi inovacija Medičejcev, ki je morda predstavljala zlat prstan z diamantom, ki ga je družina uporabila kot metodo iz 1440-ih. Oblika verjetno predstavlja napihnjenost precej manjšega naslikanega desco da parto ali 'porodnega pladnja', okrašenega lesenega pladnja, okroglega ali dvanajststranskega, ki ga je florentinski mož po porodu tradicionalno podaril svoji ženi in nato uporabil za postrežbo osvežilne pijače za obiskovalce, ko je ležala nekaj dni zatem. Isti popis iz leta 1492, ki verjetno beleži tondo kaže, da je Lorenzo de' Medici desco da parto, predstavljen ob njegovem lastnem rojstvu leta 1449, obesil na steni svoje spalnice do svoje smrti. Ti deski so bili običajno okrašeni z alegoričnimi ali mitološkimi prizori, medtem ko je bil velik tondo večinoma uporabljen za verske predmete. Toda oblike niso našli na slikah za cerkve in je morda vsebovala namerno namig o naročilu za palačo.
Razen o tondu, o katerem se razpravlja, je verjetno tudi drug z ohlapno podobno sestavo, ki prikazuje Poklon Treh kraljev, Domenica Veneziana (danes Gemäldegalerie, Berlin), naročilo Medičejcev okoli 1439–1442; gre lahko tudi za drugo sliko, zabeleženo v popisu iz leta 1492 (čeprav je tam tondo pripisan Pesellinu). Med drugimi podobnostmi ima tudi pava, ki je nameščen na hlevu in posnetke sokolov z jastrebi, ki napadajo žerjave tako v zraku kot na tleh. Črno-bela figura za kralji in s sokolom je morda portret Piera de' Medici. Poleg teh in tistih v kapeli palače je bilo za Medičejce narejenih več drugih pomembnih podob Treh kraljev. V popisu iz leta 1492 so naštete štiri slike, tri verjetno iz obdobja Cosima. Pozneje naj bi Botticelli naslikal več portretov Medičejcev na svoji sliki iz leta 1475 v Uffiziju, ki jo je naročil tesen sodelavec družine. Botticellijev Tondo v Narodni galeriji v Londonu iz leta 1470–75 ima primerljiv zaslon porušenih starinskih stavb, ki tečejo za glavnimi figurami (pa tudi za pavom). Cosimova osebna celica v San Marcu ima fresko Treh kraljev Fra Angelica.
Številne vidike razporeditve figur in splošne sestave si je verjetno izposodil pri Jacopu di Cione iz prizora Treh kraljev okoli 1370–71, ki je bil takrat del velike oltarne slike v bližnji cerkvi (danes uničena) San Pier Maggiore. Oltarna slika je zdaj razpršena, vendar je večina plošč, vključno s prizorom Poklon Treh kraljev, v Narodni galeriji v Londonu.]
Bolj splošni pomeni, ki so bili pripisani predmetom na sliki, vključujejo granatno jabolko, ki ga je držal Kristus otrok, katerega številna semena so veljala za simbol duš, ki jih skrbi cerkev. Za meso pava so mislili, da se upira razpadu, zato je ptica simbolizirala večnost in Jezusovo vstajenje.

### Stavbe v ozadju
Velika, a 'razpadajoča poganska stavba' je zelo pogosta značilnost prizorov renesančnih jaslic, ki pogosto delujejo tudi kot hlev. To na splošno predstavlja minevanje dobe Mojzesovega zakona in pogodbe, ki jo je ob Kristusovem rojstvu nadomestila nova krščanska zaveza. Pogosto pa vključuje tudi aluzijo na legendo, da je v noči na Kristusovo rojstvo 'tempelj miru' na Rimskem forumu zrušil v izpolnitev Apolonove prerokbe, da bo stal, dokler devica ne bo rodila. To je bilo v Zlati legendi in drugih virih; domnevno je vseboval Romulov kip.
V 15. stoletju je bil 'Tempelj miru' napačno identificiran z Maksencijevo baziliko, pravzaprav stavbo iz leta 308–312 n. št. Približno tretjina te stavbe je danes ohranjena, s tremi ogromnimi banjastimi oboki severne ladje pa so največje rimske stavbe, ki so ohranjene na Forumu. Vseboval je tudi ogromen kip Konstantina, čigar glava, roka, noga in drugi koščki so zdaj na dvorišču Palazzo dei Conservatori na Kapitolskem griču. Druge slike jaslic črpajo iz arhitekture ruševin bazilike, vključno z Botticellijevim tondom v Londonu in zdi se, da tudi Lippijev. Arhitekturni zgodovinarji pripominjajo, da je arhitektura bazilike črpala iz masivnih rimskih kompleksov javnih kopališč in morda je nekaj zavedanja te podobnosti Lippija predstavilo gole figure na ruševinah kot kopalce, za katere bi si lahko predstavljali, da prihajajo iz še vedno funkcionalnega kompleksa.